# International Mobile Subscriber Identity
International Mobile Subscriber Identity（IMSI、「イムズィ」と発音）は、GSMおよびW-CDMAの全ての携帯電話ユーザーに割り当てられている一意な識別番号。携帯電話内のSIMカードに格納されており、その電話からネットワークに送信される。Home Location Register (HLR) やそのローカルなコピーである Visitor Location Register (VLR) から、その携帯電話に関する詳細を引き出すのにも使われる。盗聴者が電波から誰の通話かを特定できないようにするため、IMSIは滅多に送信されることはなく、その代わりにランダムに生成されるTemporary Mobile Subscriber Identity (TMSI)が送信される。
IMSIは相互に接続するどの携帯電話網でも使っており、GSMだけでなくcdmaOneやCDMA2000でも使っている。IMSIは携帯電話内に直接格納されているか、au ICカードなどのSIMカード同等品に格納されている。
IMSIは通常15桁だが、もっと短い場合もある（例えば、南アフリカのMTNではかつて14桁のIMSIを使っており、その頃の携帯電話が今も使われている）。最初の3桁は Mobile Country Code (MCC) で国を表し、それに事業者を表す Mobile Network Code (MNC) が続く。MNCは北アメリカでは3桁、ヨーロッパや日本では2桁である。残る桁は加入者識別コード（Mobile Station Identification Number、MSIN）である。
IMSI は ITU-T勧告 E.212 番号規格に準拠している。

## 例
IMSI:429011234567890
| MCC  | 429        | ネパール      |
| MNC  | 01         | Nepal Telecom |
| MSIN | 1234567890 | 1234567890    |

IMSI: 310150123456789
| MCC  | 310       | アメリカ合衆国 |
| MNC  | 150       | AT&T           |
| MSIN | 123456789 | 123456789      |

## IMSI分析
IMSI分析 (IMSI analysis) は加入者のIMSIを調べ、そのIMSIが属する携帯電話網を特定し、その網の加入者が現在の網を使えるかどうか（国が違う場合、ローミング合意が必要）を判定する。
加入者がそのプロバイダの加入者ではない場合、IMSIは Global Title（SS7のネットワーク層プロトコルSCCPのアドレス）に変換しなければならず、それを使ってリモートのHLRにある加入者のデータにアクセスする。これは特に国際ローミングで重要である。北米以外では、IMSIは Mobile Global Title (MGT) フォーマット（E.214規格）に変換される。これは電話番号の規格であるE.164に似ているが異なる規格である。E.214は、IMSIを国際SS7網のルーティングに使える番号に変換する方法を規定している。E.214によれば変換は2段階で行われる。まずMCCを特定し、それをE.164の国番号に変換し、次にMNCを特定し、それをその国のネットワークコードに変換する。しかし、実際にはこのような変換方式は使われておらず、GSM関係者は1段階の処理で変換をしていると明確に述べている。
北米では、IMSIをE.212の番号に直接変換しており、その値に何の変更も加えない。それがアメリカのSS7網で直接使われる。
変換後、SCCPを使ってメッセージを最終目的地まで送る。

### World Area 1 以外での例
規格では明確に記述されていない具体例を以下に示す。
- IMSIの先頭の28401が一致するエントリを見つける（ブルガリアのMCC + MobilTel MNC を例とした）。
- ブルガリアのMobilTelの網に属する番号であることを確認。
- 先頭5桁を除去（MCC+MNCのぶんだけ除く）
- 35988を先頭につける（ブルガリアの国番号(E.164)とブルガリア国内でMobilTelの網に到達できる局番）。
- この番号がE.214準拠であるという印を付ける。
- メッセージをSCCPネットワーク上でルーティングする。

以上で、284011234567890 という番号が 359881234567890 に変換される。
- IMSIの先頭の310150が一致するエントリを見つける（アメリカの第一MCC ＋ Cingular MNC を例とした）。
- 先頭6桁を除去（MCC+MNCの長さ）
- 14054を先頭につける（北米の国番号 + Cingularのネットワークコード）。
- この番号がE.214準拠であるという印をつける。
- メッセージをSCCPネットワーク上でルーティングする。

以上で、310150123456789 という番号が 14054123456789 に変換される。
これらの結果生成される番号はE.214準拠の Global Title である（SCCPメッセージでは Numbering Plan Indicator を7とする）。この番号が Global Title 分析に送信される。

### World Area 1 （北米）での例
- IMSIの先頭の28401が一致するエントリを見つける（ブルガリアのMCC + MobilTel MNC）。
- ブルガリアのMobilTelの網に属する番号であることを確認。
- 番号には変更を加えない。
- 番号にE.212準拠であるという印を付ける。
- メッセージをSCCPネットワーク上でルーティングする。

したがって 284011234567890 という番号はそのまま E.212 準拠として使われる。
この番号はANSIからITUへの境界で変換する必要がある。

## Home Network Identity
MCCとMNCを組み合わせた番号を Home Network Identity (HNI) と呼ぶ。この番号で加入者が本来属する網（ホームネットワーク）が完全に識別される。このような区別の仕方をするのは、MCCを複数持つ国があり（例えばアメリカは310から316まで）、MNCだけでは加入者の所属する網が特定できないためである。したがって、ある携帯電話が属するネットワークを知るには、HNI全体を一度に分析する必要がある。
Global Title 変換とは異なり、アメリカの国際携帯プレフィックス番号の正確な位置をピンポイントで示すのは非常に難しい。
E.214 での Global Title 変換は、複数のMCCを持つ国があること（例えばアメリカは7個のMCCを持つ）や、国際電話番号の国番号を共有する国があること（例えば北米電話番号計画では、アメリカ、カナダ、西インド諸島各国が全て +1 という国番号を共有する）を考慮していない。
問題は、Global Title を携帯電話網の E.212 IMSI に再変換する部分である。E.214ではMCC部分を最初に変換することを推奨しており、これはE.164の国コードがE.212のMCCと1対1に対応していることを想定している。しかし実際には、上述したようにそうでない国々もある。したがって、Global Title の国コード部分が1の場合、それはアメリカの7つのMCC、カナダのMCC、西インド諸島各国のMCCのいずれかに対応することになる。
このため、アメリカでは今のところMCCとして310だけを配布しており、それによって曖昧さを最小化しようとしている。
実際、各事業者は国を正しく識別するために変換処理を工夫している。北米の場合、1+エリアコードまで考慮すれば国を一意に識別できるが、エリアコードは数百存在する。さらに事業者のネットワークを識別するには数桁（場合によっては最大4桁）を調べる必要がある。